# Talmud-Tora-Schule

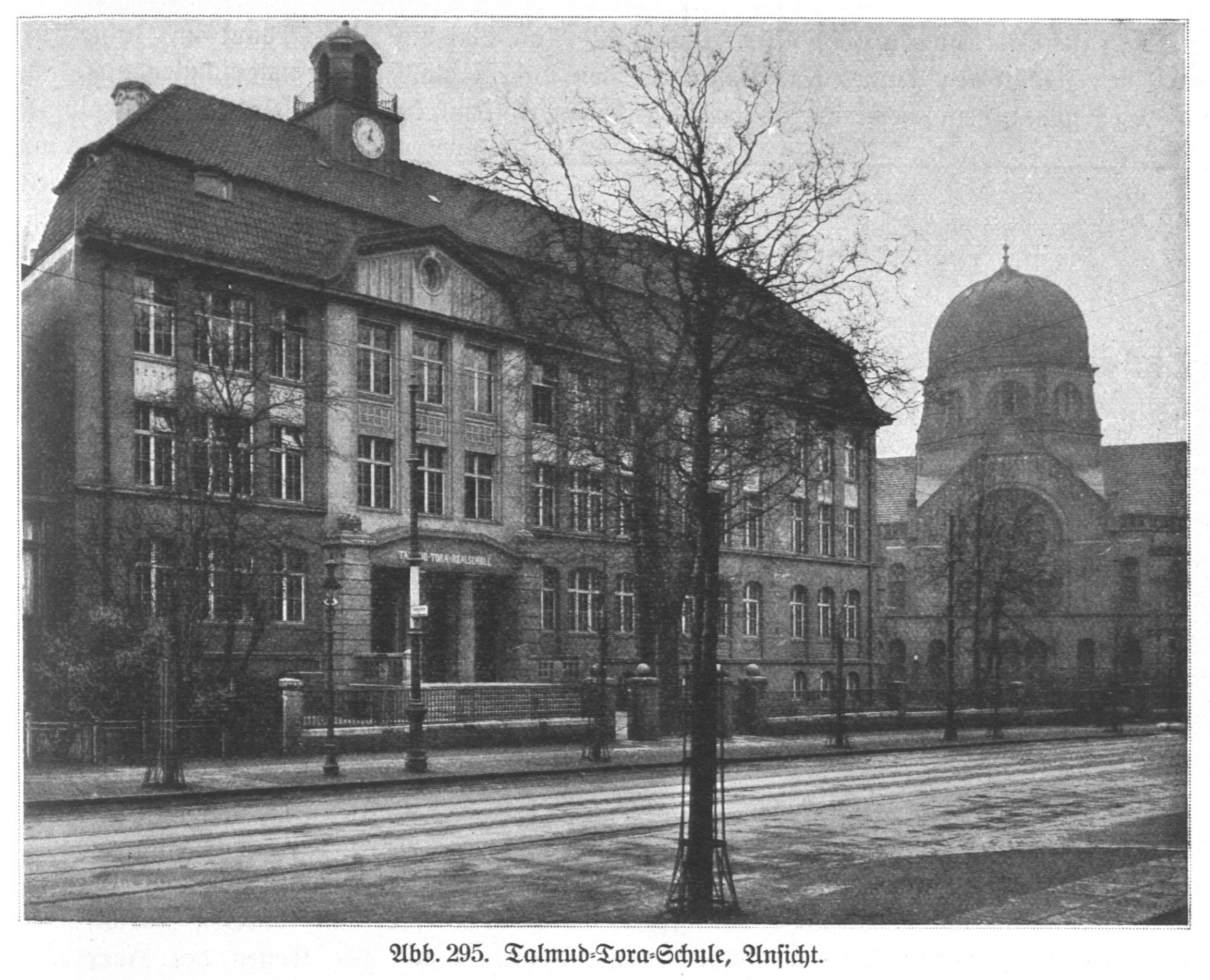
Talmud-Tora-Schule (Darstellung von 1914), rechts die Kuppel der Bornplatzsynagoge

Die Talmud-Tora-Schule (auch Talmud-Tora-Realschule, andere Schreibweisen: Talmud Tora Schule, Talmud Tora-Schule; im Folgenden: TTS) war eine jüdische Schule im Hamburger Grindelviertel, die von 1805 bis 1942 bestand. Seit 2007 beherbergt das Gebäude u. a. die Joseph-Carlebach-Schule, die Schule der jüdischen Gemeinde Hamburg. In unmittelbarer Nähe befand sich die Bornplatzsynagoge. Im Grindelviertel und den umliegenden Stadtteilen Eppendorf, Harvestehude und Rotherbaum lebten vor dem Zweiten Weltkrieg etwa 70 % der Hamburger Juden.
Die TTS war seinerzeit die größte jüdische Schule Norddeutschlands und hatte im Jahr 1937 über 800 Schüler und 33 Lehrer. 1932 wurde sie von etwa der Hälfte der schulpflichtigen jüdischen Jungen in Hamburg besucht.

## Geschichte
Nachdem es vorher bereits verschiedene kleinere jüdische Schulen in Hamburg gegeben hatte, wurde 1805 die Talmud-Tora-Schule als erste streng jüdische Schule Hamburgs gegründet. Die Gründung ging auf die Initiative des Kaufmanns und Talmud-Gelehrten Mendel Frankfurter zurück, das Gebäude an der Elbstraße 122 wurde von den Kaufleuten Michel Lehrmann, Elias Ruben und Süßkind Oppenheim gestiftet. Die Schule lag somit mitten in der Neustadt, die zu dieser Zeit das Zentrum jüdischen Lebens in Hamburg war.
Unterrichtet wurden primär die hebräische Sprache und die Tora; daneben wurde auch Schreiben und Rechnen gelehrt. Von Anfang an hatte die von der Gemeinde finanzierte Schule auch soziale Aufgaben: Der Unterricht war kostenlos, für die Schüler gab es Mahlzeiten und bei Bedarf auch Bekleidung. Der Unterricht fand ganztägig statt, Schulferien gab es nicht. Lediglich an den Nachmittagen vor dem Sabbat und den jüdischen Festen war unterrichtsfrei.
Zunächst gab es keinen Schulleiter im heutigen Sinne, sondern einen Schulvorstand, dessen Leiter in der Regel der Oberrabbiner war. Von 1821 bis 1849 war dies Isaak Bernays, der die Schule grundlegend reformierte und zusätzlich weltliche Fächer einführte. Seitdem standen auch Deutsch, Geographie und Naturkunde auf dem Lehrplan. Bernays’ Nachfolger wurde 1851 Anschel Stern. Unter seiner Leitung wurde die Schule zur „Realschule 2. Ordnung“ ausgebaut. Da die Schule im Jahr 1851 bereits auf 230 Schüler angewachsen war, reichten die Räumlichkeiten in der Elbstraße 122 bei weitem nicht mehr aus. Die Schule zog daher an den neuen Standort Kohlhöfen 20 um.

### Aufstieg der Schule
Ab 1871 wurde die Schule zur „Höheren Bürgerschule“. Dies war die Folge einer erneuten Schulreform, die zu einem nochmals erweiterten Unterrichtsangebot führte: Nun gehörten auch Französisch, Englisch, Mathematik und Geschichte zum Lehrplan. Auf die dreijährige Grundschule folgte eine sechsjährige Sekundarstufe. Da die Schule von mittlerweile 400 Schülern besucht wurde, reichte auch der Platz im Gebäude an den Kohlhöfen 20 nicht mehr aus, so dass das daneben liegende Grundstück Kohlhöfen 19 dazugekauft werden musste. Das zusätzliche Gebäude wurde Ende 1872 seiner Bestimmung übergeben. Nach dem Tod des Rabbi Stern 1888 wurde die Schulleitung einem eigenständigen Schulleiter übertragen. Erster Amtsinhaber wurde 1889 Joseph Goldschmidt, der bereits von 1867 bis 1876 als Lehrer an der TTS tätig gewesen war. Goldschmidt galt als strenger Schulleiter, trug jedoch weiterhin dazu bei, den Ruf der Schule zu verbessern. 1892 wurde die Schule zur „Realschule“.

### Neubau am Grindelhof
Da die Schülerzahlen kontinuierlich stiegen, wurden die beiden Gebäude an den Kohlhöfen ebenfalls zu klein, so dass sich die Gemeinde über eine neue Lösung Gedanken machen musste. Der Hamburger Bankier Moritz M. Warburg spendete schließlich 200.000 Mark für einen Neubau der Schule. Daraufhin beteiligten sich auch zahlreiche andere Gemeindemitglieder, so dass schließlich ein Betrag von 525.000 Mark für den Neubau zusammenkam. Das Gebäude am Grindelhof 30 wurde nach den Plänen von Regierungsbaumeister Ernst Friedheim in den Jahren 1909 bis 1911 errichtet und am 20. Dezember 1911 eingeweiht. Somit war die Schule ihren Schülern gefolgt: Das jüdische Leben hatte sich in der zweiten Hälfte des 19. Jahrhunderts mehr und mehr in Richtung Rotherbaum und Harvestehude verlagert. Unmittelbar neben dem neuen Schulgebäude lag die Bornplatzsynagoge, ebenfalls von Friedheim erbaut und bis 1938 die größte Synagoge Norddeutschlands.
Die Schule stand unter der Leitung Goldschmidts, bis dieser 1921 altersbedingt in den Ruhestand ging. Sein Nachfolger wurde Joseph Carlebach, der die Schule erneut reformierte und damit den Grundstein für den Ausbau zur Oberrealschule legte. Carlebach wurde 1926 zum Oberrabbiner von Altona ernannt und übergab die Leitung der Schule an Arthur Spier, der die Reformen fortführte. Die TTS wurde am 7. März 1932 Oberrealschule und damit berechtigt, die Reifeprüfung abzunehmen.
Im Jahre 1929 wurde die Schule um ein Gebäude am Grindelhof 38 erweitert, das in unmittelbarer Nachbarschaft des Hauptgebäudes lag.

### Die Talmud-Tora-Schule von 1933 bis 1945

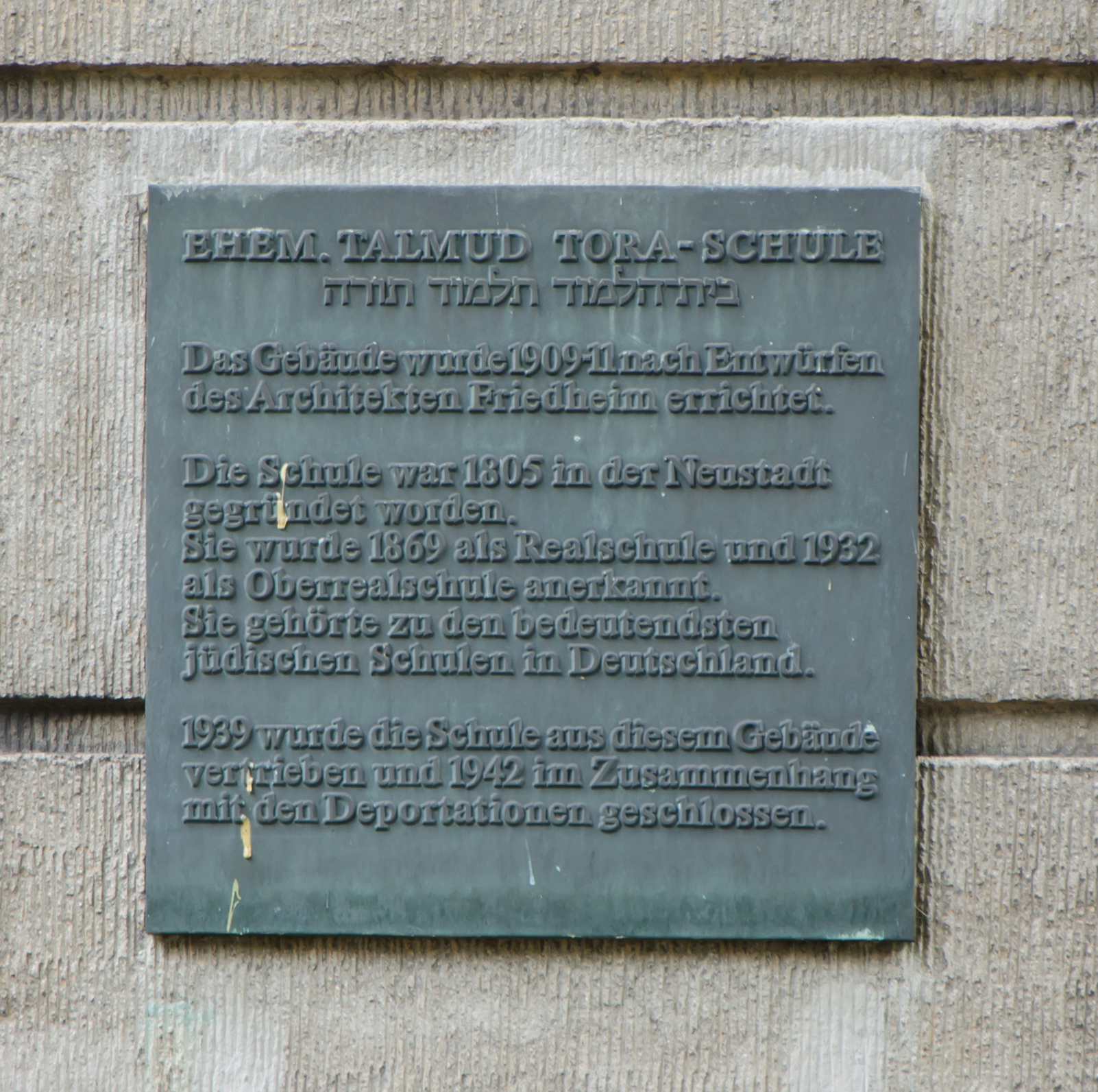
Gedenktafel am Gebäude

Mit der Machtübernahme der Nationalsozialisten änderte sich die Situation der Schule grundlegend. Zunächst wurden für die Oberstufe auch Mädchen zugelassen. Gleichzeitig wurden die Schüler bereits im Unterricht auf die kommende Emigration vorbereitet. Einige Lehrer, die aufgrund des Gesetzes zur Wiederherstellung des Berufsbeamtentums aus dem staatlichen Schuldienst entlassen wurden, wechselten zur TTS, darunter Ernst Loewenberg. Während der Novemberpogrome wurden am 10. November 1938 das gesamte Kollegium und einige der älteren Schüler verhaftet.
Zum 1. April 1939 wurde die TTS zwangsweise unter dem Namen „Volks- und Höhere Schule für Juden“ mit der Israelitischen Töchterschule zusammengelegt. Die Leitung übernahm Alberto Jonas, der damalige Direktor der Israelitischen Töchterschule, nachdem Spier mit seiner Familie emigriert war. Im September desselben Jahres musste das Gebäude am Grindelhof geräumt werden. Der Unterricht fand ab sofort in Gebäuden im Karolinenviertel statt, welche jedoch 1942 ebenfalls geräumt werden mussten. Die Schließung aller jüdischen Schulen Deutschlands zum 30. Juni 1942 bedeutete auch das Ende der Talmud-Tora-Schule. Die meisten der 28 Lehrer und zuletzt 343 Schüler, die 1942 noch die Schule besuchten bzw. dort lehrten, wurden deportiert und fielen dem Holocaust zum Opfer. Nur 76 Schüler und drei Lehrer überlebten.

## Nach dem Krieg

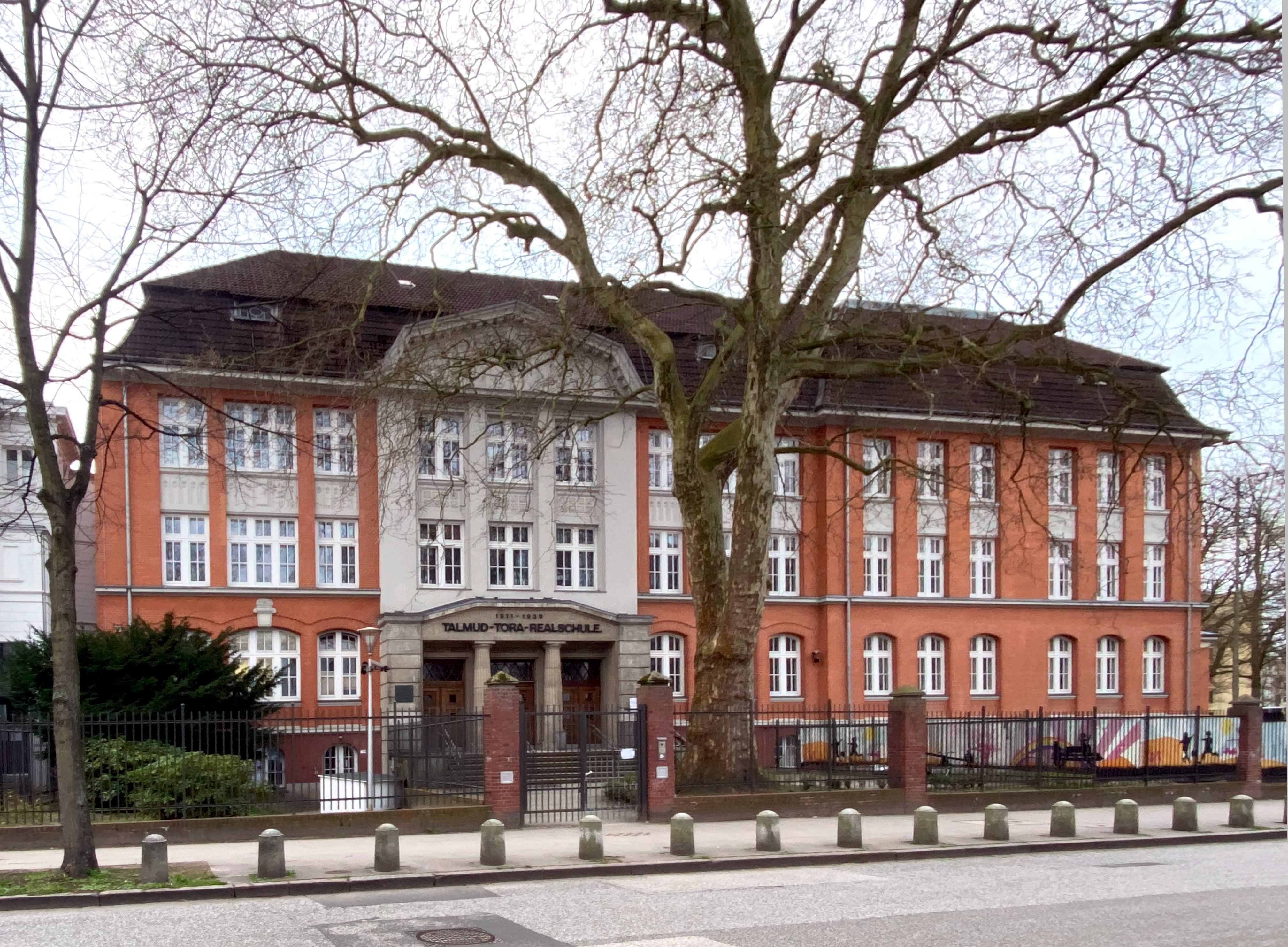
Das Gebäude am Grindelhof 30 wird seit 2004 wieder von der jüdischen Gemeinde genutzt

Die Stadt Hamburg kaufte das Gebäude nach dem Krieg von der Jewish Claims Conference und nutzte es im Laufe der Jahre für verschiedene Zwecke, unter anderem für die Fachhochschule Hamburg, Fachbereich Bibliothekswesen. 2004 wurde es an die Jüdische Gemeinde Hamburg zurückgegeben. Bereits im August 2002 war der Schulbetrieb unter dem alten Namen in einem Gebäude an der Schäferkampsallee mit zunächst 10 Schülern wiederaufgenommen worden. 2005 wurde er jedoch vorübergehend eingestellt, da die Anzahl der Schüler zu gering war, um den Betrieb aufrechterhalten zu können.
Das Gebäude wurde saniert und steht seitdem wieder der jüdischen Gemeinde für die Metropolregion Hamburg zur Verfügung, die am 10. Juni 2007 dort einzog. Seit August 2007 läuft dort nach 68 Jahren auch wieder regulärer Schulbetrieb. Die heutige Joseph-Carlebach-Stadtteilschule ist nach Joseph Carlebach, dem letzten Oberrabbiner Hamburgs, benannt und umfasst eine Vorschule, eine jahrgangsübergreifende Grundschule und seit 2011 eine Stadtteilschule. Die Oberstufe der Stadtteilschule ist seit 2020 staatlich anerkannt.